# 高木祥吉
高木 祥吉（たかぎ しょうきち、1948年（昭和23年）5月22日 - ）は、日本の大蔵・金融官僚。金融庁長官、ゆうちょ銀行社長、日本格付研究所社長を歴任。徳島県出身。

## 人物・経歴
徳島県徳島市南前川町出身。父は助任川周辺の材木店街に店を構える材木商。小学校時代に徳島市北前川町に転居。小中学校時代の得意科目は体育で、ローラースケートを好んで遊んでいたが、余り勉強はしなかった。高校時代に数学が好きになり、他の授業は聞かずに2年生までに高校の全範囲を終えた。数学科への進学も考えたが、親の勧めで東京大学文科一類に進学。東大紛争のため講義が少なく、独学で公務員試験の勉強を行い合格。東大紛争のため卒業が遅れ、1971年6月に東京大学法学部第1類（私法コース）を卒業し、同年大蔵省入省。金融庁長官を最後に退官し、日本郵政公社副総裁、ゆうちょ銀行社長などを歴任した。

### 学歴
- 1961年3月 - 徳島大学附属小学校（現鳴門教育大学附属小学校）卒業
- 1964年3月 - 徳島大学附属中学校（現鳴門教育大学附属中学校）卒業
- 1967年3月 - 徳島県立城南高等学校卒業
- 1971年6月 - 東京大学法学部第1類（私法コース）卒業[2]
- 1980年 - ハーバード・ロー・スクール修了（LL.M.）

### 職歴
- 1971年（昭和46年） 大蔵省入省（理財局総務課）
- 1975年（昭和50年）7月 証券局資本市場課企画係長[4]
- 1976年（昭和51年）7月 尾張瀬戸税務署長
- 1977年（昭和52年）7月 国税庁直税部法人税課課長補佐
- 1979年（昭和54年）6月 米国留学（ハーバード・ロー・スクール国際租税セミナー）
- 1980年（昭和55年）6月 派遣職員（国際復興開発銀行）
- 1982年（昭和57年）7月 理財局国有財産課長補佐
- 1983年（昭和58年）6月 理財局資金第二課長補佐（総括・運用二）[5]
- 1985年（昭和60年）7月 理財局資金第一課長補佐
- 1986年（昭和61年）6月 大臣官房企画官兼理財局資金第一課（総括・企画）[6]
- 1987年（昭和62年）7月 日本たばこ産業企画部経理管理課長
- 1989年（平成元年）6月 東京国税局直税部長
- 1990年（平成2年）7月 証券局流通市場課長
- 1992年（平成4年）7月20日 証券局証券市場課長
- 1993年（平成5年）7月2日 理財局国債課長
- 1994年（平成6年）7月8日 証券局証券業務課長
- 1995年（平成7年）5月26日 証券局総務課長
- 1996年（平成8年）7月12日 大臣官房文書課長
- 1998年（平成10年）7月1日 大阪国税局長
- 1999年（平成11年）7月8日 大臣官房参事官兼金融企画局金融先物取引所監理官
- 2000年（平成12年）7月1日 金融庁監督部長
- 2001年（平成13年）1月6日 金融庁監督局長
- 2002年（平成14年）7月12日 金融庁長官
- 2004年（平成16年）4月26日 併任内閣官房内閣審議官（内閣官房副長官補付）命内閣官房郵政民営化準備室副室長
- 2006年（平成18年）
  - 1月22日 退官
  - 1月?日 日本郵政公社副総裁
  - 9月?日 株式会社ゆうちょ取締役兼代表執行役社長
- 2007年（平成19年）
  - 4月 日本郵政株式会社副社長
  - 10月 株式会社ゆうちょ銀行取締役兼代表執行役社長、日本郵政株式会社取締役兼代表執行役副社長
- 2009年（平成21年）
  - 10月28日 日本郵政株式会社取締役兼代表執行役副社長 退任
  - 11月 ゆうちょ銀行社長 退任
- 2010年（平成22年）4月1日 アメリカンファミリー生命保険特別顧問
- 2013年（平成25年）4月 早稲田大学大学院ファイナンス研究科客員教授（「グローバル化と金融証券規制」担当）
- 2014年（平成26年）6月20日 株式会社日本格付研究所代表取締役社長[7]
- 2018年（平成30年）11月 瑞宝重光章受章

## 同期
- 藤井秀人（財務事務次官）
- 福田進（国税庁長官）
- 寺澤辰麿（国税庁長官、在コロンビア大使、コンコルディア・フィナンシャルグループ社長）
- 吉田和男（京都大学大学院教授、京都産業大学教授）
- 坂井隆憲（大蔵大臣官房企画官、自民党衆議院議員）
- 志賀櫻（弁護士）
- 村井博美（財務省印刷局長）
- 吉永國光（東和銀行頭取）
- 田村義雄（環境事務次官、クロアチア大使）